# Myosotis sajanensis
Myosotis sajanensis är en strävbladig växtart som beskrevs av O.D. Nikiforova. Myosotis sajanensis ingår i släktet förgätmigejer, och familjen strävbladiga växter. Utöver nominatformen finns också underarten M. s. austrobaicalensis.